# Liste der schwedischen Nobelpreisträger
Folgende Schweden erhielten bislang den Nobelpreis:

## Friedensnobelpreis
- Klas Pontus Arnoldson 1908
- Karl Hjalmar Branting 1921
- Nathan Söderblom 1930
- Dag Hammarskjöld 1961
- Alva Myrdal 1982

## Nobelpreis für Literatur
- Selma Lagerlöf 1909
- Verner von Heidenstam 1916
- Erik Axel Karlfeldt 1931
- Pär Lagerkvist 1951
- Nelly Sachs 1966
- Eyvind Johnson 1974
- Harry Edmund Martinson 1974
- Tomas Tranströmer 2011

## Nobelpreis für Chemie
- Svante Arrhenius 1903
- Theodor Svedberg 1926
- Hans Karl August Simon von Euler-Chelpin 1929
- Arne Tiselius 1948
- Tomas Lindahl 2015

## Nobelpreis für Physik
- Gustaf Dalén 1912
- Karl Manne Siegbahn 1924
- Hannes Alfvén 1970
- Kai Manne Siegbahn 1981

## Nobelpreis für Physiologie oder Medizin
- Allvar Gullstrand 1911
- Hugo Theorell 1955
- Ragnar Granit 1967
- Ulf von Euler 1970
- Torsten N. Wiesel 1981
- Sune K. Bergström 1982
- Bengt I. Samuelsson 1982
- Arvid Carlsson 2000

## Nobelpreis für Wirtschaftswissenschaften
- Gunnar Myrdal 1974
- Bertil Ohlin 1977